# Петорка
Петорка (ісп. Petorca) — селище в Чилі. Адміністративний центр однойменної комуни. Населення селища — 2912 осіб (2002). Селище і комуна входить до складу провінції Петорка і регіону Вальпараїсо.
Територія — 1 517 км². Чисельність населення — 9826 мешканців (2017). Щільність населення — 6,48 чол./км².

## Розташування
Селище розташоване за 109 км на північний схід від адміністративного центру області міста Вальпараїсо.
Комуна межує:
- на півночі — з комуною Саламанка
- на сході — з комуною Саламанка
- на півдні — з комуною Кабільдо
- на південному заході — з комуною Ла-Лігуа
- на північному заході — з комуною Лос-Вілос